# Sous-groupe normal
En théorie des groupes, un sous-groupe normal  (également appelé sous-groupe distingué, ou sous-groupe invariant) H d'un groupe G est un sous-groupe globalement stable par l'action de G sur lui-même par conjugaison. Les sous-groupes normaux interviennent naturellement dans la définition du quotient d'un groupe. Les sous-groupes normaux de G sont exactement les noyaux des morphismes définis sur G.
Les sous-groupes normaux connaissent des applications en géométrie dans l'étude des actions de groupes, en topologie algébrique dans la classification des revêtements, en théorie de Galois dans la correspondance de Galois.

## Définition
On dit qu'un sous-groupe {\displaystyle H} d'un groupe {\displaystyle G} est normal (ou distingué ou invariant) dans {\displaystyle G} s'il est stable par conjugaison, c'est-à-dire si :
{\displaystyle \forall h\in H,~\forall x\in G,\qquad xhx^{-1}\in H.}
On note alors {\displaystyle H\trianglelefteq G}.
Une façon équivalente de définir un sous-groupe normal est de dire que les classes à droite et à gauche de {\displaystyle H} dans {\displaystyle G} coïncident, c'est-à-dire :
{\displaystyle \forall x\in G,\qquad xH=Hx.}

## Une propriété
Si X et Y sont deux parties d'un groupe G, on désignera par XY l'ensemble des éléments de G de la forme xy, avec x dans X et y dans Y.
Soit H un sous-groupe normal d'un groupe G. Il résulte de la relation
{\displaystyle \forall x\in G,\qquad xH=Hx}
que si X est une partie de G, alors XH = HX. (Passer aux réunions, x parcourant X.) C'est le cas en particulier si X est un sous-groupe K (non forcément normal) de G. On prouve facilement que si A et B sont des sous-groupes d'un groupe G, si AB = BA, alors AB est un sous-groupe de G et est évidemment le sous-groupe de G engendré par A et B. Donc :
Si H et K sont deux sous-groupes d'un groupe G, si un au moins de ces deux sous-groupes est normal dans G, alors le sous-groupe de G engendré par H et K est l'ensemble HK = KH.

## Groupe quotient
Les sous-groupes normaux sont importants dans l'étude des groupes quotients à cause du fait suivant :
Soient G un groupe et H un sous-groupe de G ; pour que la relation d'équivalence dans G (en x et y) xH = yH soit compatible avec la loi de G (autrement dit, pour que l'équivalence de x et de y et l'équivalence de z et de t entraînent toujours celle de xz et de yt), il faut et il suffit que le sous-groupe H soit normal dans G. (La relation d'équivalence xH = yH peut alors s'écrire aussi Hx = Hy.)
On peut alors définir dans l'ensemble quotient correspondant à cette relation d'équivalence une (et une seule) loi de composition ✻ telle que, pour tous éléments a, b de G, on ait (aH) ✻ (bH) = abH. Cette loi de composition est une loi de groupe ; muni de cette loi de groupe, l'ensemble quotient est appelé groupe quotient de G par H et noté G/H.

## Lien avec lesmorphismes de groupes
- Pour tout morphisme de groupes {\displaystyle f:G\to G'},
  - si {\displaystyle H} est un sous-groupe normal de {\displaystyle G} alors le sous-groupe image directe {\displaystyle f(H)} est normal dans {\displaystyle f(G)} (donc dans {\displaystyle G'} si {\displaystyle f} est surjectif) ;
  - si {\displaystyle H'} est un sous-groupe normal de {\displaystyle G'} alors le sous-groupe image réciproque {\displaystyle f^{-1}(H')} est normal dans {\displaystyle G}[5].
- Les sous-groupes normaux d'un groupe G sont les sous-ensembles de G qui sont le noyau d'un morphisme de G dans un autre groupe.En effet, le noyau d'un morphisme de groupes de G dans G' est un sous-groupe normal de G, comme image réciproque du sous-groupe trivial de G'. Réciproquement, tout sous-groupe normal H de G est un noyau : celui de la surjection canonique de G dans le groupe quotient G/H.
- Pour tout entier naturel n non nul, un groupe de type fini n'a qu'un nombre fini de sous-groupes normaux d'indice n.Cela résulte de la caractérisation précédente et du fait que sur un ensemble fixé à n éléments, il n'y a qu'un nombre fini de lois internes.

## Exemples
- {e} et G sont toujours des sous-groupes normaux de G. S'ils sont les seuls sous-groupes normaux et si G n'est pas réduit à {e}, alors G est dit simple.
- L'intersection d'une famille non vide de sous-groupes normaux d'un groupe G est un sous-groupe normal de G[6].
- Le sous-groupe engendré par une famille de sous-groupes normaux d'un groupe G est un sous-groupe normal de G[7].
- Tout groupe abélien est un groupe de Dedekind, c'est-à-dire que tous ses sous-groupes sont normaux.
- Le groupe alterné A4 possède un sous-groupe normal K isomorphe au groupe de Klein. Les trois sous-groupes d'ordre 2 de K sont normaux dans K, mais dans A4 ils sont conjugués, donc non normaux. Cela montre que la relation « est un sous-groupe normal de » n'est pas forcément transitive.
- Si G est un groupe fini et si p est le plus petit diviseur premier de son ordre, alors tout sous-groupe de G d'indice p est normal dans G[8],[9].
- Tout sous-groupe d'indice 2 (d'un groupe non nécessairement fini) est normal[10].
- Un sous-groupe caractéristique de G est un sous-groupe stable par l'action de tous les automorphismes de G (ce qui n'est pas toujours le cas dans l'exemple précédent). Un tel sous-groupe est en particulier stable par tout automorphisme intérieur, autrement dit c'est un sous-groupe normal. Par exemple, le centre et le sous-groupe dérivé d'un groupe sont des sous-groupes caractéristiques donc normaux.
  - Le centre de G est le sous-groupe constitué des éléments de G qui commutent avec tous les autres.
  - Le sous-groupe dérivé de G est le sous-groupe engendré par les commutateurs. C'est le plus petit sous-groupe normal de G tel que le quotient soit commutatif.
- Dans le groupe des automorphismes d'un groupe, le sous-groupe de ceux qui fixent chaque classe de conjugaison (en) est normal.
- Si G est un groupe et H un sous-groupe de G, le cœur de H dans G est défini par HG = ∩g∈G gHg–1. C'est un sous-groupe de H qui est normal dans G et qui contient tous les sous-groupes de H qui sont normaux dans G. Si H est d'indice fini n dans G alors le groupe quotient G/HG est isomorphe à un sous-groupe de Sn, le groupe symétrique sur n éléments.

## Histoire
La notion de sous-groupe normal apparaît pour la première fois dans ce passage de Galois : « quand un groupe G en contient un autre H, le groupe G peut se partager en groupes, que l'on obtient chacun en opérant sur les permutations de H une même substitution ; en sorte que
{\displaystyle \ G=H+HS+HS'+\cdots .}
Et aussi il peut se diviser en groupes qui ont tous les mêmes substitutions, en sorte que
{\displaystyle \ G=H+TH+T'H+\cdots .}
Ces deux genres de décompositions ne coïncident pas ordinairement. Quand ils coïncident, la décomposition est dite propre. »